# گالری ملی فنلاند

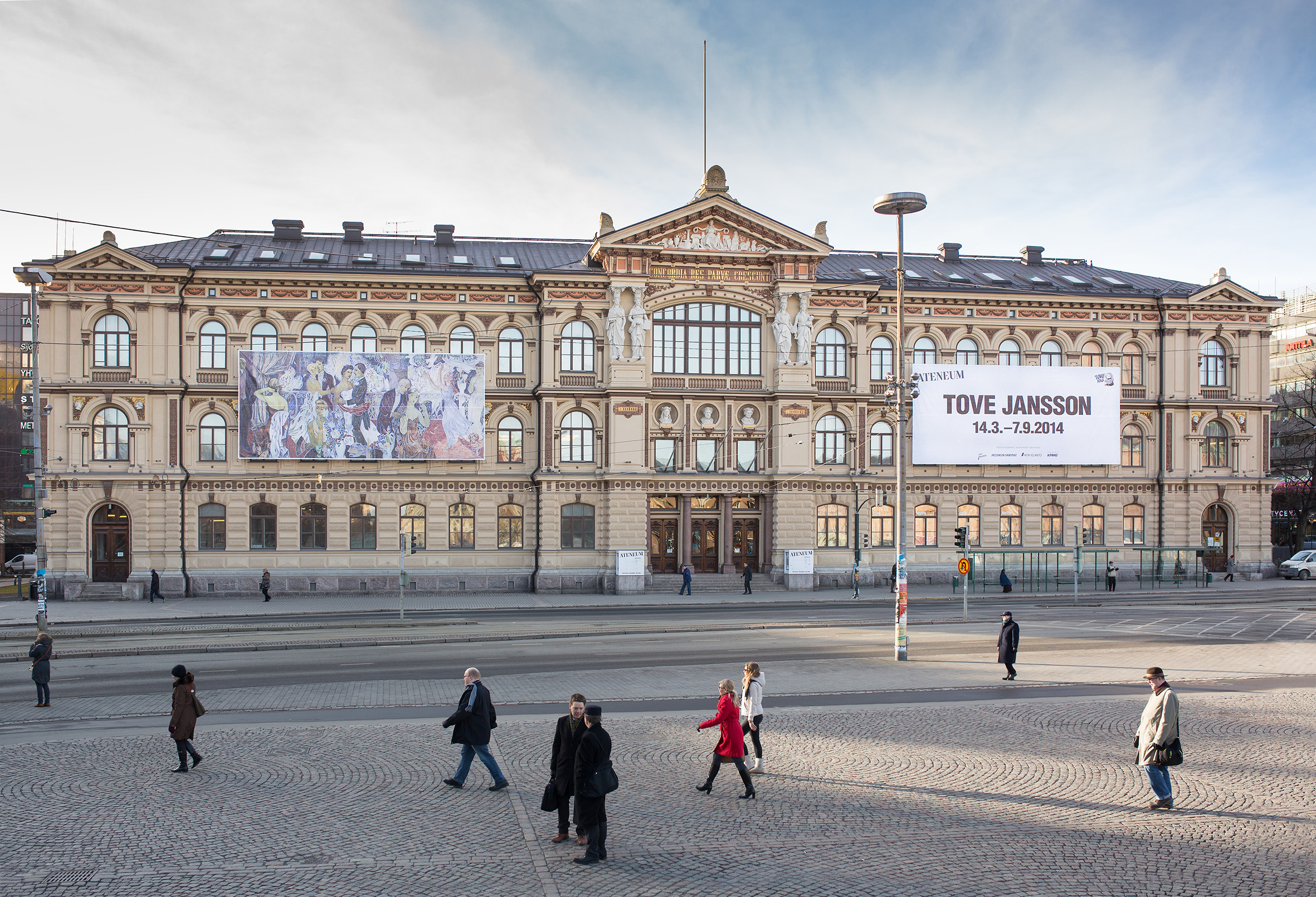
موزه هنری آتنیوم

گالری ملی فنلاند (انگلیسی: Finnish National Gallery)، (فنلاندی: Suomen Kansallisgalleria, سوئدی: Finlands Nationalgalleri) بزرگترین مؤسسه و موزه هنر فنلاند واقع در هلسینکی است.
این مجموعه از ۳ بخش موزه هنری آتنیوم، موزه هنرهای معاصر کیاسما و موزه هنر سینبریکف تشکیل شده‌است. گالری ملی فنلاند با مشارکت بخش خصوصی و همچنین بودجه دولتی در نگهداری و گسترش مجموعه‌هایش فعالیت می‌کند.

## کارکرد
مأموریت گالری ملی فنلاند تقویت میراث فرهنگی هنرهای تجسمی فنلاند، اهمیت فرهنگ بصری دوران معاصر و توسعه صنعت موزه هنری است. آن‌ها همچنین بزرگترین مجموعه هنری فنلاند و بایگانی‌های دانش و تحقیقات حوزه خود را نگهداری و توسعه می‌دهند.

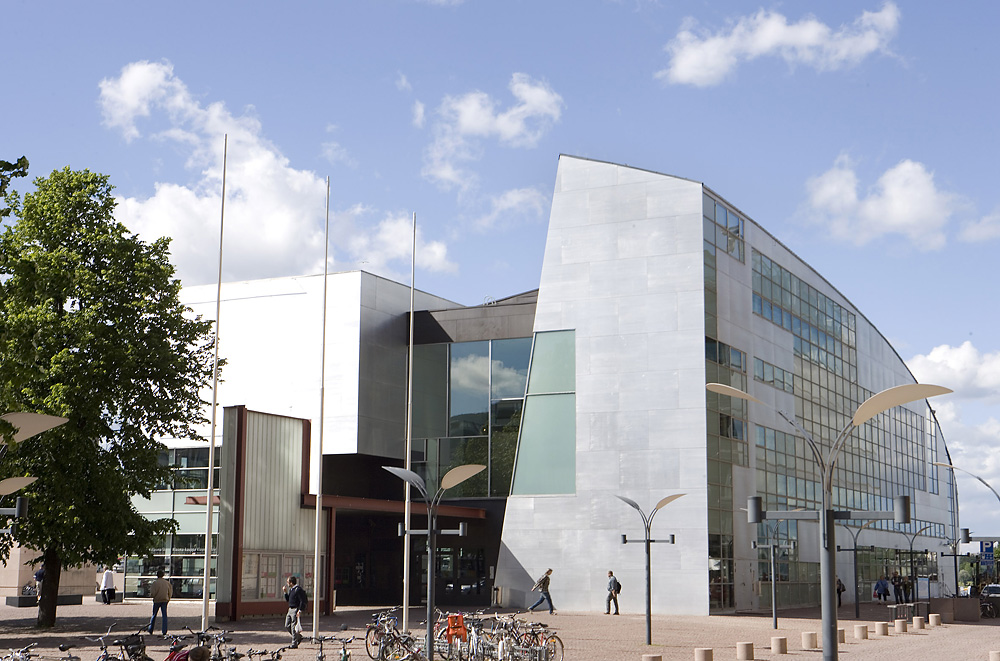
موزه هنرهای معاصر کیاسما

## مجموعه‌ها
موزه هنری آتنیوم عمدتاً دارای آثاری از نقاشان برجسته فنلاندی مانند آلبرت ادلفلت، ارو یارنه‌فلت، هلن شروبک، پکا هالونن، هوگو سیمبرگ، آکسلی گالن-کاللا و فانی چوربرگ است.
موزه هنر سینبریکف دارای آثاری از نقاشی‌های خارجی مانند جیووانی بوکاتی، جیووانی کاستگلیونه، گووارت فلینک، رامبراند، یان کوک، گویین، کارل ویلهلم دو همیلتون، لوکاس کرناخ بزرگ، یورگن اونز، فرانس ووترس، هیرونیم فرانکن دوم، جوشوا ریند، آنتوان واتو، فرانسوا بوچر، کارل فون بردا، الکساندر روزلین و جیکوب بیورک است. این مجموعه، دارای آثار قابل ملاحظه‌ای از مینیاتورهای سوئدی است.

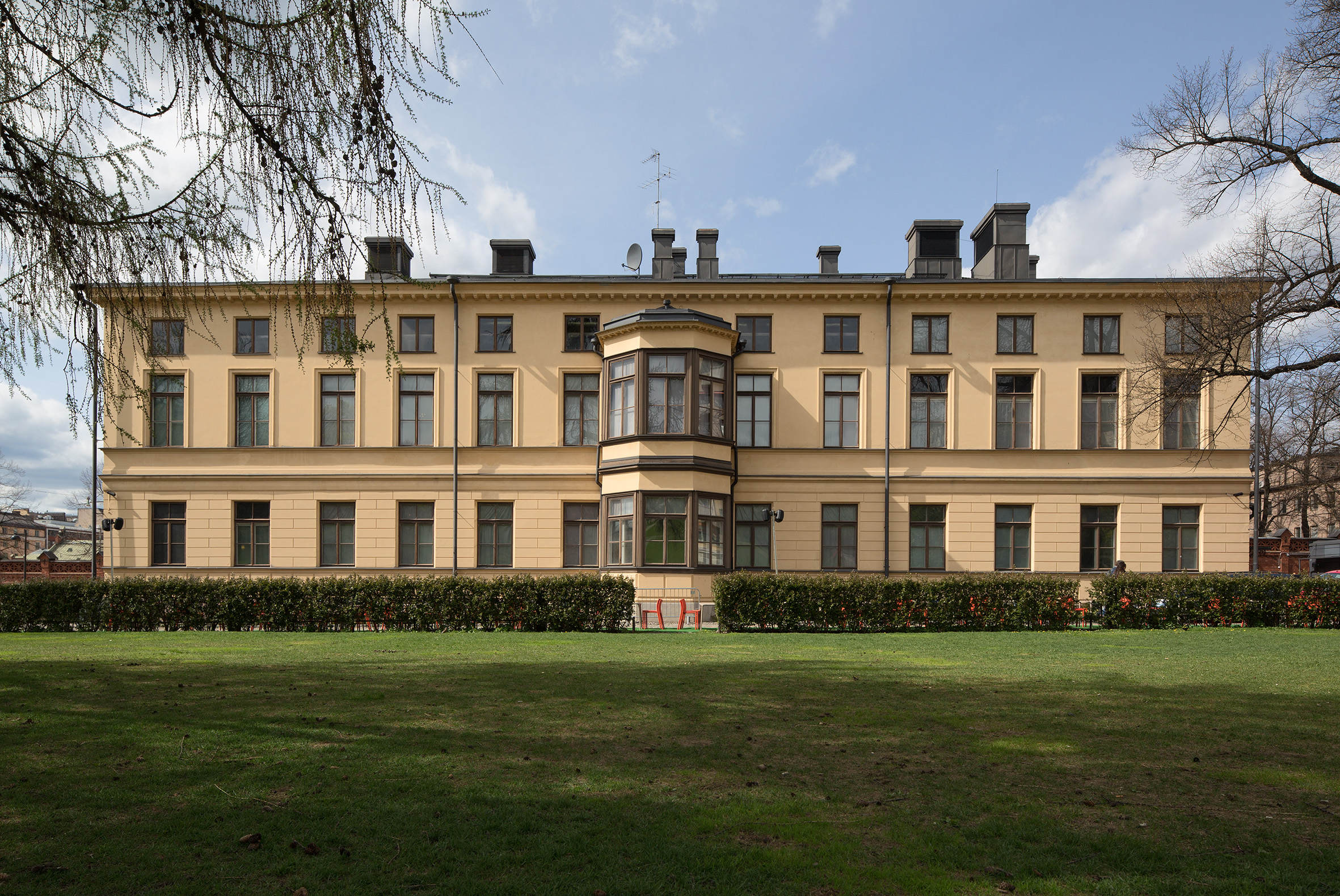
موزه هنر سینبریکف